# Port-Villez
Port-Villez là một xã thuộc tỉnh Yvelines, trong vùng Île-de-France, Pháp, située à 19 km environ về phía tây bắc de Mantes-la-Jolie et 5 km về phía đông nam de Vernon (Eure).
Người dân địa phương trong tiếng Pháp gọi là Villezportains.
Các đơn vị giáp ranh: Giverny về phía đông bắc, Limetz-Villez về phía đông, Jeufosse về phía đông nam, Blaru về phía tây nam và Vernon về phía tây bắc.

## Thông tin nhân khẩu
| 1793 | 1800 | 1806 | 1821 | 1831 | 1836 | 1841 | 1846 | 1851 |
| ---- | ---- | ---- | ---- | ---- | ---- | ---- | ---- | ---- |
| 155  | 180  | 179  | 202  | 199  | 189  | 210  | 213  | 181  |

| 1856 | 1861 | 1866 | 1872 | 1876 | 1881 | 1886 | 1891 | 1896 |
| ---- | ---- | ---- | ---- | ---- | ---- | ---- | ---- | ---- |
| 176  | 174  | 254  | 252  | 183  | 198  | 197  | 329  | 278  |

| 1901 | 1906 | 1911 | 1921 | 1926 | 1931 | 1936 | 1946 | 1954 |
| ---- | ---- | ---- | ---- | ---- | ---- | ---- | ---- | ---- |
| 177  | 177  | 188  | 156  | 163  | 156  | 140  | 192  | 224  |

| 1962                                         | 1968 | 1975 | 1982 | 1990 | 1999 | - | - | - |
| -------------------------------------------- | ---- | ---- | ---- | ---- | ---- | - | - | - |
| 172                                          | 178  | 183  | 168  | 164  | 176  | - | - | - |
| Số liệu kể từ 1962 : dân số không tính trùng |      |      |      |      |      |   |   |   |

## Hành chính
| Danh sách các thị trưởng               |           |                  |      |         |
| Giai đoạn                              | Giai đoạn | Tên              | Đảng | Tư cách |
| tháng 3 năm 2001                       | 2008      | Michel Chevalier |      |         |
| Tất cả các dữ liệu trước đây không rõ. |           |                  |      |         |